# メルヒオール・バウアー
メルヒオール・バウアー（Melchior Bauer 、1733年10月19日 - ?）は、18世紀のドイツの発明家で、「空中車」（Der Himmelswagen ）を考案した人物。

## 経歴と発明
1733年にザクセン＝ゴータ＝アルテンブルク公国（現テューリンゲン州）アルテンブルク（Altenburg ）のレーニッチュ（Lenitzsch ）で生まれる。父親は庭師で、バウアー自身も造園を学んだ。彼は信仰の厚いプロテスタントであり、自由な時間を聖書の講読に当てていた。そして飛行機械によって人間が飛行可能であることを、彼は宗教的な必然と捉えていた。
バウアーの「空中車」はモミ材、絹、真鍮線から成る28平方mの翼面と、人力で動かされる推進用の可動翼を持っていた。これは「揚力と推力を別々に発生させる」という固定翼の発想の先駆であった。バウアーは1763年（一般に固定翼の祖として知られるジョージ・ケイリーがそれを着想したのは1790年代以降であった）にはこの考えを文書にし、領主ロイス＝グライツ侯ハインリヒ11世 (en) に送っている。バウアーはこの文書で飛行機械の軍事利用についても言及している。
バウアーは七年戦争後にイギリスのジョージ3世へ、その後プロイセンのフリードリヒ2世に自らの発明を売り込んだが成功しなかった。1767年には領主ハインリヒ11世に再び書状を出したが、功を奏しなかった。しかし領主への書状は1921年にテューリンゲン州グライツ郡（Greiz）の城の古文書中から発見され、それによりバウアーの存在が後世の人間に知られるところとなった。
発見された文書には図面も含まれており、それを元にダルムシュタットの大学生チームが作った「空中車」のレプリカは20メートル以上の飛行に複数回成功している（1923年 - 1924年）。
メルヒオール・バウアーは1770年にレーニッチュの住居を引き払ったことが分かっているが、その後の消息は不明である。

## 参考資料
- Die Flugzeughandschrift des Melchior Bauer von 1765. Eingeleitet und transkribiert von Dr. Werner Querfeld, Herausgeber: Greifenverlag Rudolstadt
- Gerhard Wissmann: Abenteuer in Wind und Wolken - Die Geschichte des Segelfluges. transpress, Berlin 1988
- Matthias Gründer: Die „Flugzeughandschrift“ von Melchior Bauer. In: Flieger Revue. 12/93
- Buch der deutschen Fluggeschichte
- Bauer, Melchior. In: Neue Dertsche Biograpie (NDB). Bd. 1, Berlin 1953, S.644.
- Rolf Strehl: Der Himmel hat keine Grenzen ロルフ・シュトレール『航空発達物語（上）』白水社、1965年